# Schlößchen Borghees

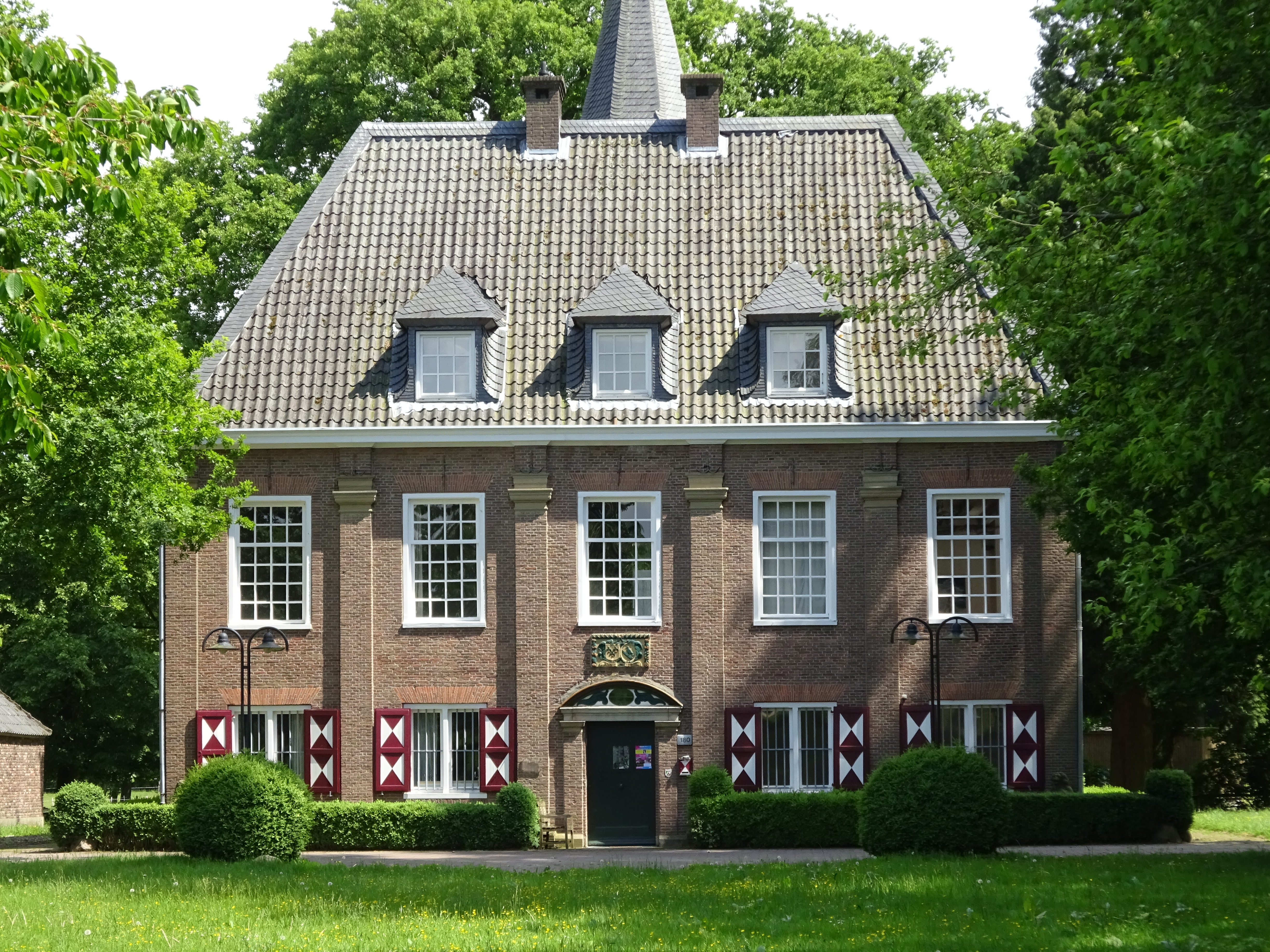
Das Schlößchen Borghees, Westfassade

Das Schlößchen Borghees, umgangssprachlich auch als Haus Borghees oder Schloss Borghees bezeichnet, ist ein Herrenhaus im gleichnamigen Ortsteil der niederrheinischen Stadt Emmerich. Nach wechselvoller Geschichte wird es heute als Kulturzentrum genutzt und steht seit Dezember 1986 als Baudenkmal unter Denkmalschutz.

## Beschreibung

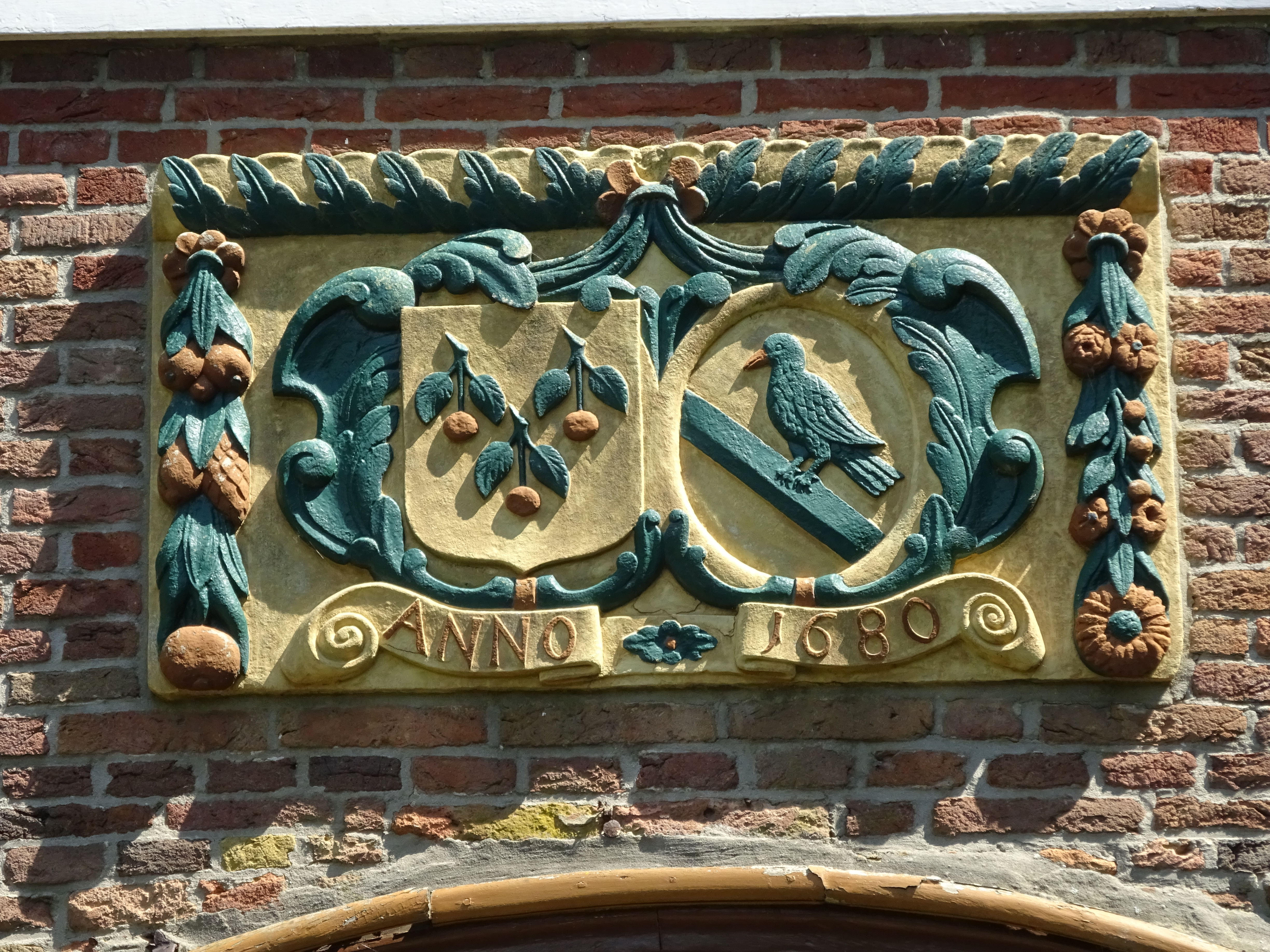
Allianzwappen Rickers/Raab

Das Haus steht zwischen Wiesen und Kopfweiden am Rande des Borgheeser Walds im Norden Emmerichs. Zwei auf dem Gelände stehende Bäume sind als Naturdenkmäler geschützt.
Es handelt sich bei dem Gebäude um einen etwa 17 × 11 Meter messenden, zweigeschossigen Backsteinbau, der von einem Walmdach mit Gauben abgeschlossen ist. Seine Hauptfassade an der Westseite hat fünf Achsen und ist durch sechs Pilaster vertikal gegliedert. Über dem Portal in der Mitte der Fassade findet sich das Allianzwappen der Familien Rickers und Raab aus dem Jahr 1680. An der Ostseite ist dem Gebäude mittig ein quadratischer Treppenturm mit vier Geschossen und hohem Helm vorgesetzt. Wie im Fall von Haus Hertefeld in Weeze hat das Schlößchen Borghees unterschiedliche Geschosshöhen, wobei das Erdgeschoss niedriger ist als das erste Stockwerk. Das dem Haus westlich vorgelagerte Gelände ist an drei Seiten von einem Wassergraben umgeben.

## Geschichte

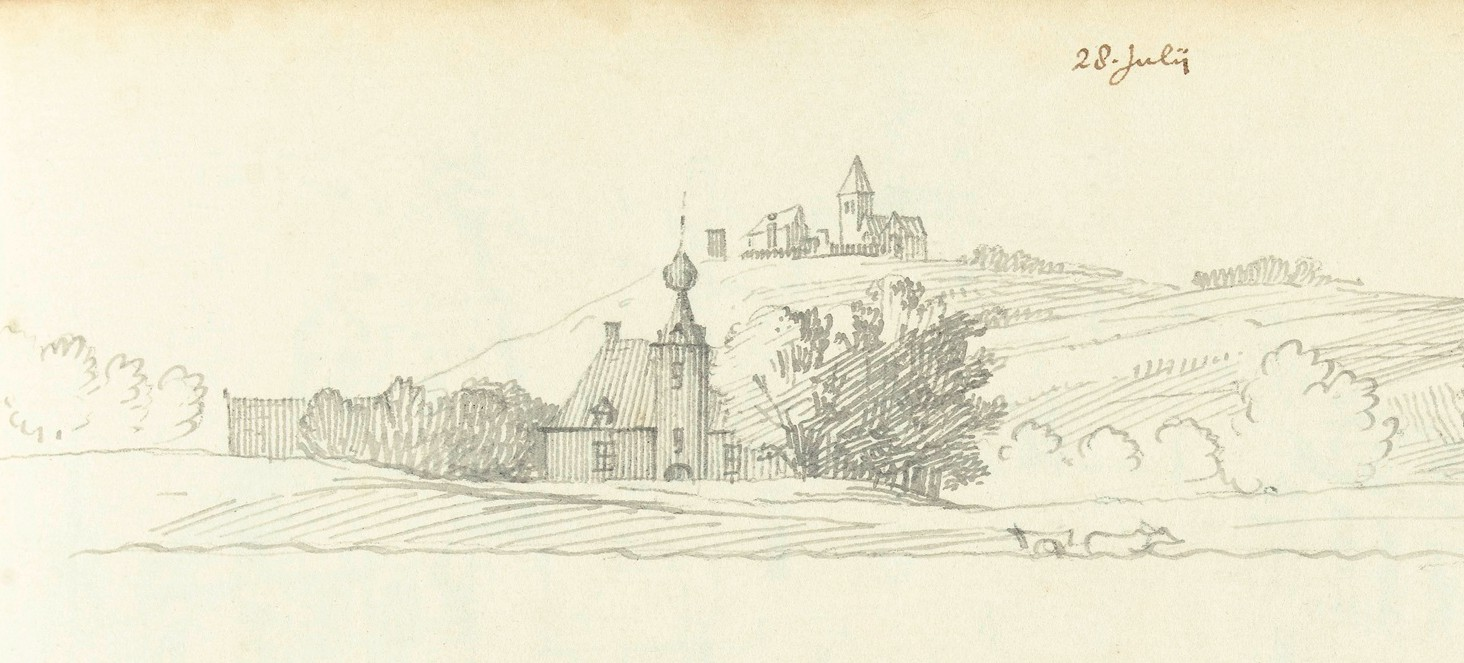
Zeichnung des Hauses Borghees von Cornelis Pronk aus dem Jahr 1731

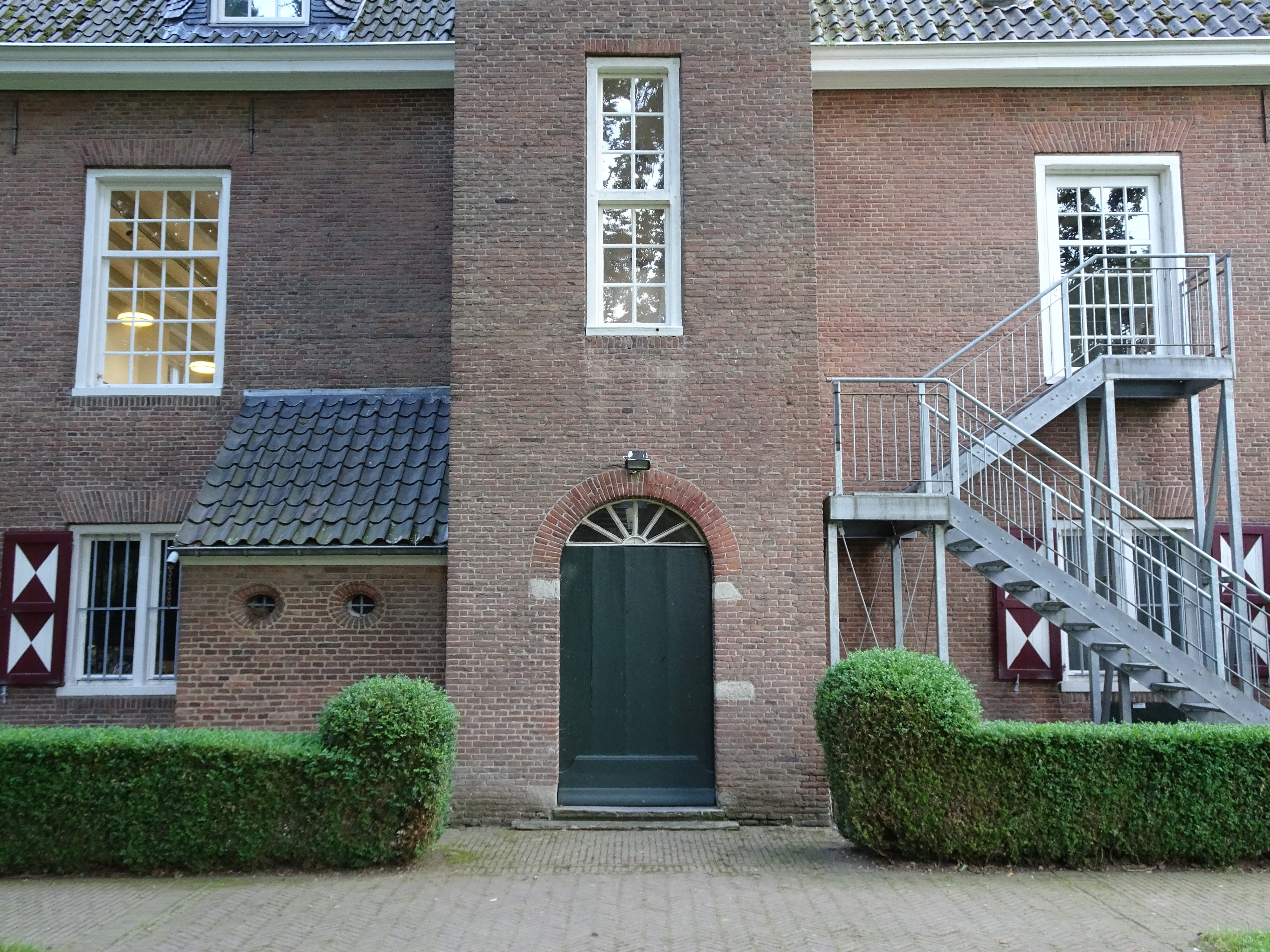
Seine heutige Form erhielt das Gebäude im 18. Jh.

Im Jahr 827 wird erstmals eine „villa hese juxta Embrica“ urkundlich erwähnt, die 1336 vom Stift Elten verkauft wurde. Ihre Identifizierung als Borghees ist jedoch nicht gesichert. Erst mit dem 17. Jahrhundert wird das heutige Anwesen urkundlich greifbar, als der kurbrandenburgische Zollinspektor Christoffel Rickers (auch Ryckers) das damalige Gut 1678 erwarb und zwei Jahre später auf dessen Grund ein Landhaus errichten ließ. Dabei handelte es sich um ein eingeschossiges Gebäude mit Ziegelmauerwerk, dem in der Mitte ein kleines Türmchen mit barocker Haube vorgesetzt war. Christoffels Tochter Catharina wurde zur Maitresse von Friedrich I., nachdem sie den Grafen von Wartenberg geheiratet hatte. Katharina erbte den Besitz beim Tod ihres Vaters 1690 und ließ ihn nachfolgend von ihrem Vetter Johann verwalten. Dessen Enkel Johann Peter Reinhard von Rickers baute das Herrenhaus Mitte des 18. Jahrhunderts zu seiner heutigen Form aus.
Durch Vererbung über die weibliche Linie kam der Gutsbetrieb im Jahr 1804 an die niederländische Familie Thooft, die es ab 1838 Peter Reyers verpachtete. Er nutzte die Gebäude nicht nur landwirtschaftlich, sondern betrieb dort auch eine Käserei und eine Gastwirtschaft, die 1907 von der Familie Braam übernommen wurde. Bereits 1902 war das Anwesen an die Jonkheeren Bosch van Rosenthal gegangen. Nach der Übernahme des Hofes durch die Siedlungsgesellschaft Rheinische Heimat erfolgte die Teilung des Besitzes in drei einzelne landwirtschaftliche Höfe. Das Schlößchen erwarb 1957 die Familie Braam, die es 1964 an den damaligen Kreis Rees veräußerte. Während Renovierungsarbeiten in den 1960er Jahren wurde ein Anbau nördlich des Türmchens abgerissen.
Als Emmerich 1975 dem Kreis Kleve zugeordnet wurde, wurde dieser neuer Eigentümer des Gebäudes. Kurz danach kam das Schlößchen Borghees in den Besitz der Stadt Emmerich. Im selben Jahr zerstörte ein Brand das Dach und Obergeschoss des Gebäudes fast vollständig. Auf Initiative Emmericher Bürger wurde der vollständige Abriss verhindert, stattdessen nahm die Stadt Emmerich den Wiederaufbau in Angriff, der zwei Jahre lang dauerte. Bei der Restaurierung wurde das Dachgeschoss des Hauses zu einer Wohnung ausgebaut. 1978 fand die Wiederherstellung der verlandeten Wassergräben des Anwesens statt.

## Heutige Nutzung
Von 1982 bis 2000 wurde das Gebäude unter der Regie eines Kuratoriums für kulturelle Veranstaltungen wie Ausstellungen und Konzerte genutzt. Mittlerweile unter der Leitung der städtischen Kulturbetriebe stehend, fungiert das Haus heute unter anderem als Ort für die Veranstaltungsreihe Kunst, Klassik, Aperitif, in deren Rahmen nicht nur etablierte, sondern auch junge, noch unbekannte Künstler die Räume als Ausstellungsfläche nutzen. Seit März 2008 ist zudem das Figurentheater TiK dort untergebracht. Die alte Scheune direkt neben dem Hauptgebäude wurde zwischen 2019 und 2020 komplett renoviert, um als barrierefreie Kulturscheune zu fungieren.
Der seit 2000 jährlich am zweiten Adventssonntag vom Lions Club organisierte Weihnachtsmarkt wurde 2018 eingestellt.